# Wartbergkirche (Heilbronn)

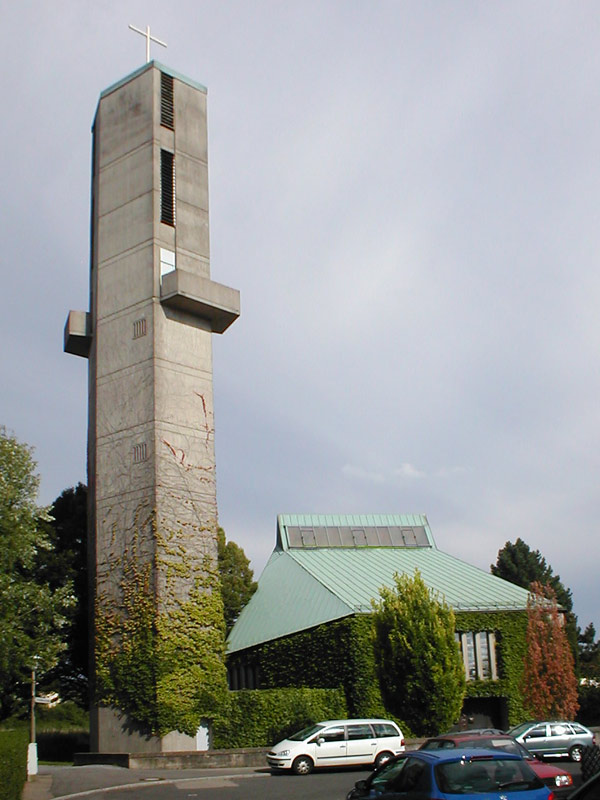
Wartbergkirche

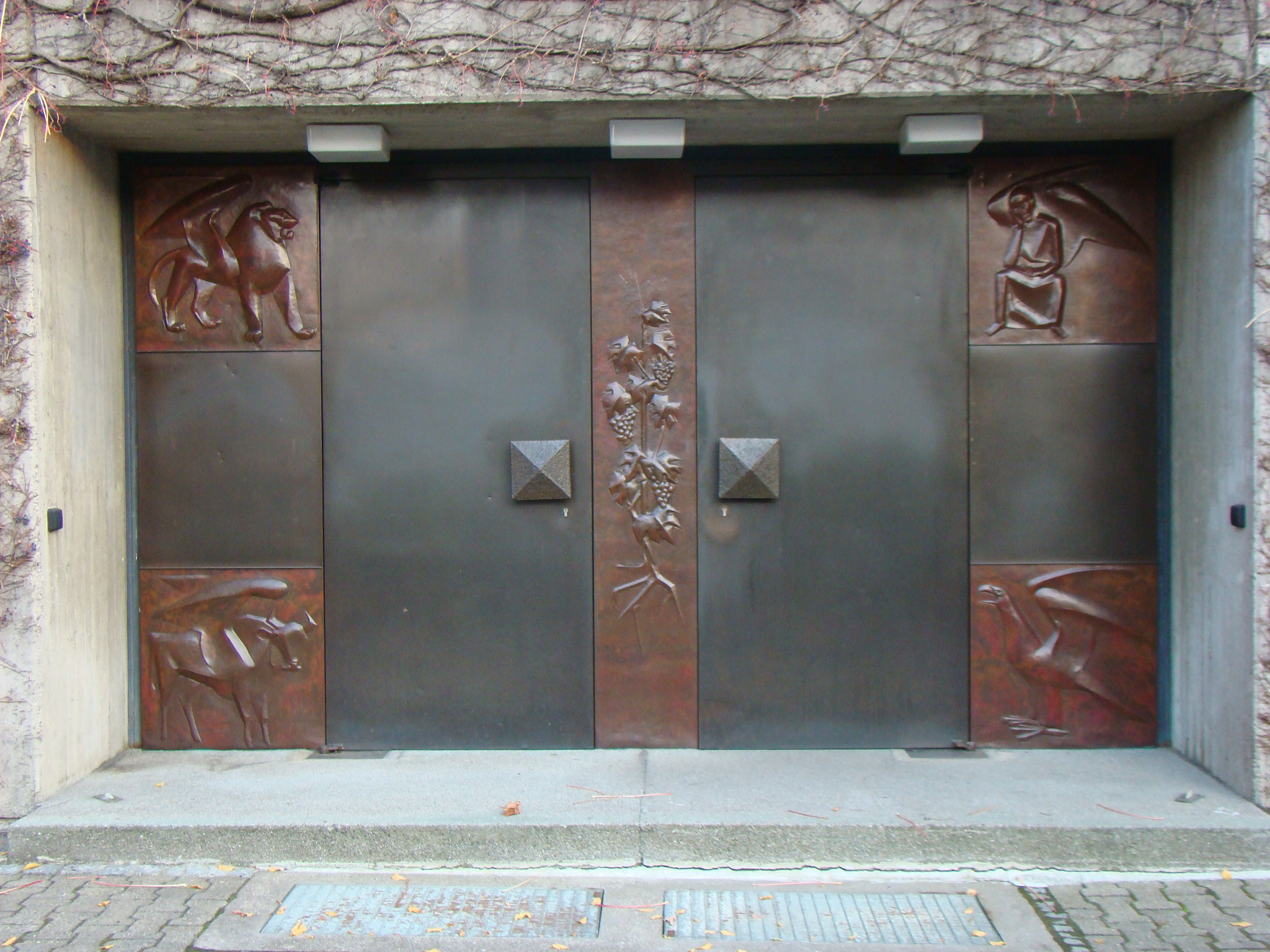
Tür mit Bauschmuck von Fritz Melis

Die  Wartbergkirche ist die Kirche der evangelischen Wartberg-Au-Kirchengemeinde in Heilbronn. Ihren Namen bezieht sie von ihrer Lage am Fuße des Wartbergs in der Schüblerstraße 6.
1959 entstand im neuen Heilbronner Wohngebiet südwestlich des Wartbergs die Wartbergkirchengemeinde mit damals 4200 Gemeindegliedern. 1965 bis 1967 wurde für sie nach Entwürfen des Heilbronner Architekten Rudolf Gabel die Wartbergkirche neu erbaut, die damit die jüngste der evangelischen Kirchen in der Heilbronner Kernstadt ist. Rückgängige Mitgliederzahlen der benachbarten Au-Kirchengemeinde im Unteren Industriegebiet führten 1995 zur Fusion dieser Gemeinde mit der Wartbergkirchengemeinde. Die Wartbergkirche ist seitdem auch die Kirche der evangelischen Christen aus dem Heilbronner Industriegebiet.
Die Wartbergkirche ist ein markanter Sichtbeton-Bau im Stil der 1960er-Jahre. Der Grundriss der Kirche hat die Form eines Sechsecks, darüber erhebt sich eine Dachkonstruktion, die an ein Zelt erinnert und innen mit Holz verkleidet ist. Der Innenraum der Kirche ist sachlich gehalten und kaum ausgeschmückt. Kanzel, Taufstein und Altar sind aus schwarzem Marmor und ebenso wie das aus Kupfer getriebene Altarbild und die Eingangstür das Werk des Bildhauers Fritz Melis. Der Künstler Hans Gottfried von Stockhausen schuf ein kleines, farbenprächtiges Tauffenster im Altarraum, das die Taufe Jesu zeigt, und drei größere Fenster im hinteren Bereich des Kirchenraums. Die Orgel mit 22 Registern wurde 1970 von der Firma Friedrich Weigle aus Echterdingen erbaut.
Der 34 m hohe Kirchturm steht seitlich neben dem Kirchengebäude. Beide sind weitgehend mit Kletterpflanzen begrünt. Die fünf Glocken der Kirche entsprechen in ihrer Tonfolge der Phrygischen Kirchentonart, weshalb die Wartbergkirche den an Glocken interessierten Menschen auch über Heilbronn hinaus bekannt ist.